# Gare de Fuchigaki
La gare de Fuchigaki (淵垣駅, Fuchigaki-eki) est une gare ferroviaire localisée dans la ville de Ayabe, dans la préfecture de Kyoto, au Japon. La gare est exploitée par la compagnie JR West, sur la ligne Maizuru.

## Service des voyageurs

### Desserte
La gare de Fuchigaki est une gare disposant d'un quai et d'une voie.

| N° de voie | Ligne     | Direction                     |
| ---------- | --------- | ----------------------------- |
| 1          | ▆ Maizuru | Nishi-Maizuru/Higashi-Maizuru |
| 1          | ▆ Maizuru | Ayabe/Fukuchiyama             |

| JR West         |                  |                    |                  |                           |
| Direction Ayabe | Ligne de Maizuru | Ligne de Maizuru   | Ligne de Maizuru | Direction Higashi-Maizuru |
| Ayabe           |                  | Rapid Service 快速 |                  | Umezako                   |
| Ayabe           |                  | Local 普通         |                  | Umezako                   |